# Eshkaft-e Zard
Eshkaft-e Zard (persiska: اشکفت زرد) är en ort i Iran.   Den ligger i provinsen Khuzestan, i den centrala delen av landet, 500 km söder om huvudstaden Teheran. Eshkaft-e Zard ligger 924 meter över havet och antalet invånare är 247.
Terrängen runt Eshkaft-e Zard är kuperad åt nordost, men åt sydväst är den platt.Runt Eshkaft-e Zard är det ganska tätbefolkat, med 60 invånare per kvadratkilometer. Närmaste större samhälle är Qal‘eh Tall, 5,6 km söder om Eshkaft-e Zard. Omgivningarna runt Eshkaft-e Zard är i huvudsak ett öppet busklandskap.